# Malte Metzelder
Jan Malte Metzelder (* 19. Mai 1982 in Haltern, heute Haltern am See) ist ein deutscher Fußballfunktionär und ehemaliger Fußballspieler.

## Sportliche Karriere
Seine Fußballkarriere begann wie bei Bruder Christoph beim TuS Haltern, für den Malte Metzelder bis 1997 aktiv war. Anschließend wechselte Malte Metzelder für ein Jahr zur SpVgg Erkenschwick, 1998 wechselte er in die Jugend von Preußen Münster.
Der 1,95 m große Abwehrspieler rückte im Juni 2001 in die Regionalliga-Mannschaft von Preußen Münster und absolvierte in zwei Spielzeiten (2001/02 und 2002/03) insgesamt 52 Partien in der Regionalliga Nord. Im Sommer 2003 wechselte Metzelder zu Borussia Dortmund, wo zu diesem Zeitpunkt auch sein älterer Bruder Christoph spielte. Mit Borussia Dortmund erreichte Metzelder 2003 das Ligapokal-Finale sowie 2004 Platz sechs und 2005 Platz sieben in der 1. Bundesliga. Da Metzelder bei Borussia Dortmund von kleineren Verletzungen betroffen war, kam er insgesamt nur neun Mal in der Bundesliga zum Einsatz und schloss sich 2005 dem Regionalligisten VfR Aalen an. Zur Saison 2007/08 wechselte Metzelder vom VfR Aalen zum FC Ingolstadt 04. Mit dem FC Ingolstadt 04 stieg er 2008 in die 2. Bundesliga auf, ein Jahr später wieder ab und 2010 wieder auf.
Im Sommer 2014 beendete Metzelder wegen Knieproblemen seine Karriere.

## Management-Karriere
Nach Karriereende begann Metzelder, als Trainee beim FC Ingolstadt 04 zu arbeiten. Gleichzeitig absolvierte er ein berufsbegleitendes MBA-Fernstudienprogramm an der Hochschule Koblenz. Ab 1. April 2017 übernahm Metzelder bei seinem ehemaligen Verein Preußen Münster den Posten des Sportdirektors sowie die Leitung der Geschäftsstelle. Im Zuge der von ihm vorangetriebenen Ausgliederung der Profiabteilung bestellte die SC Preußen Münster 06 Geschäftsleitungs-GmbH zum 18. Februar 2018 Metzelder als zunächst einzigen Geschäftsführer der Komplementärgesellschaft. Nachdem Preußen Münster die Saison 2019/20 auf dem 18. Platz beendet hatte und in die Regionalliga abgestiegen war, endete seine Arbeit bei dem Verein.
Zur Saison 2021/22 wurde Metzelder als Manager Profifußball beim FC Ingolstadt 04 eingestellt. Anfang November 2021 wurde ihm mit Dietmar Beiersdorfer der Geschäftsführer Sport und Kommunikation vorangestellt. Am 17. März 2023 teilte der FC Ingolstadt mit, dass Metzelder vorzeitig um die Auflösung seines Vertrages gebeten habe.